# Pueblo Nuevo (Teksas)
Pueblo Nuevo – jednostka osadnicza w Stanach Zjednoczonych, w stanie Teksas, w hrabstwie Webb.